# El campo donde fallecí
«The Field Where I Died» es el quinto episodio de la cuarta temporada de la serie de televisión estadounidense de ciencia ficción The X-Files. Fue escrito por Glen Morgan y James Wong, y dirigido por Rob Bowman. El episodio se emitió originalmente en los Estados Unidos el 3 de noviembre de 1996 en la cadena Fox. Es una historia del «monstruo de la semana», una trama independiente que no está relacionada con la mitología más amplia de la serie. Este episodio obtuvo una calificación de Nielsen de 12,3 y fue visto por 19,85 millones de espectadores en su emisión inicial.
El programa se centra en los agentes especiales del FBI Fox Mulder (David Duchovny) y Dana Scully (Gillian Anderson) que trabajan en casos relacionados con lo paranormal, llamados expedientes X. En este episodio, la búsqueda de Mulder de un informante dentro de un complejo de culto lo lleva a él y a Scully a una de las esposas del líder del culto. Lo que pronto descubren es una conexión inesperadamente cercana con la mujer que implica la reencarnación. Scully descubre que los espíritus habitan en los seres vivos para contar sus historias. Después de la escena de regresión de Mulder, detalla todas sus vidas pasadas.
Morgan y Wong escribieron el episodio específicamente para Kristen Cloke, quien previamente había sido la protagonista de su serie de ciencia ficción Space: Above and Beyond. Los dos también querían escribir un episodio para desafiar a Duchovny como actor. La entrega también se inspiró en el documental Civil War de Ken Burns. «The Field Where I Died» recibió críticas mixtas a positivas de los críticos de televisión, y muchos elogiaron la exploración de la pérdida y el dolor del episodio, así como la actuación de Cloke. Otros, sin embargo, sintieron que el episodio se empantanó por su naturaleza demasiado emotiva.

## Argumento
En Apison, Tennessee, las autoridades reciben un aviso de alguien llamado Sidney que alega abuso infantil y posesión de armas por parte de un culto local llamado el Templo de las Siete Estrellas. El FBI y el BATF organizan una redada en el complejo del Templo, pero no pueden encontrar a su líder, Vernon Ephesian (Michael Massee). El agente Fox Mulder (David Duchovny) experimenta un déjà vu y camina hacia un campo en el complejo, donde encuentra una trampilla. En el interior, Mulder y la agente Dana Scully (Gillian Anderson) encuentran a Ephesian preparándose para beber un líquido rojo con sus seis esposas. Mulder los detiene y esposa a Ephesian, pero siente una extraña conexión con una de las esposas, Melissa Riedal-Ephesian (Kristen Cloke).
Walter Skinner (Mitch Pileggi) advierte al FBI y al BATF que Ephesian y sus esposas serán liberados en un día a menos que puedan rastrear a Sidney y el alijo de armas informado del Templo. Los agentes interrogan a Ephesian, quien afirma que no hay ningún miembro del templo llamado Sidney. Cuando entrevistan a Melissa, de repente comienza a hablar como Sidney, afirmando que Harry Truman es el presidente. Scully cree que Melissa presenta un trastorno de personalidad múltiple, pero Mulder cree que está recordando una vida pasada. Los agentes la llevan de vuelta al templo, donde adquiere la personalidad de una mujer de la Guerra Civil y dice que las armas estaban escondidas en otro búnker secreto en el campo. También afirma que Mulder, en una vida pasada, fue un soldado confederado en el campo con ella, su amado, y lo vio morir.
Mulder hace que Melissa se someta a una hipnosis de regresión para que cuente sus vidas pasadas. Ella da a entender que ella y Mulder se conocieron en sus vidas pasadas, siempre para estar separados o perdidos el uno para el otro. Para confirmar sus hechos, Mulder se hace hipnotizar y recuerda una época en la que él era una mujer judía con un hijo, que tenía el mismo alma que su hermana Samantha; su padre fallecido, que era Scully, está muerto. Melissa fue su esposo en esta vida, y un oficial de la Gestapo que era el fumador la había llevado a un campo de concentración nazi. Mulder también recuerda su vida pasada de la Guerra Civil, cuando era un hombre llamado Sullivan Biddle, mientras que Melissa era Sarah Kavanaugh; Scully, afirma Mulder, era su sargento. Scully encuentra fotos de Biddle y Kavanaugh en la sala de registros del condado y se las da a Mulder. Viste un uniforme confederado en la foto.
El FBI y el BATF planean realizar otra búsqueda en el complejo. Ephesian, al darse cuenta de que no sobrevivirá a otro asedio, reparte veneno a los miembros del culto mientras sus hombres abren fuego contra los agentes del FBI y todos menos él y Melissa mueren, Melissa fingió beberlo. Mulder se rinde para poder entrar al templo. Ephesian luego obliga a Melissa a beber el veneno, y cuando llega Mulder, los encuentra a ambos muertos. Mulder acaricia a Melissa, mirando hacia el campo.

## Producción

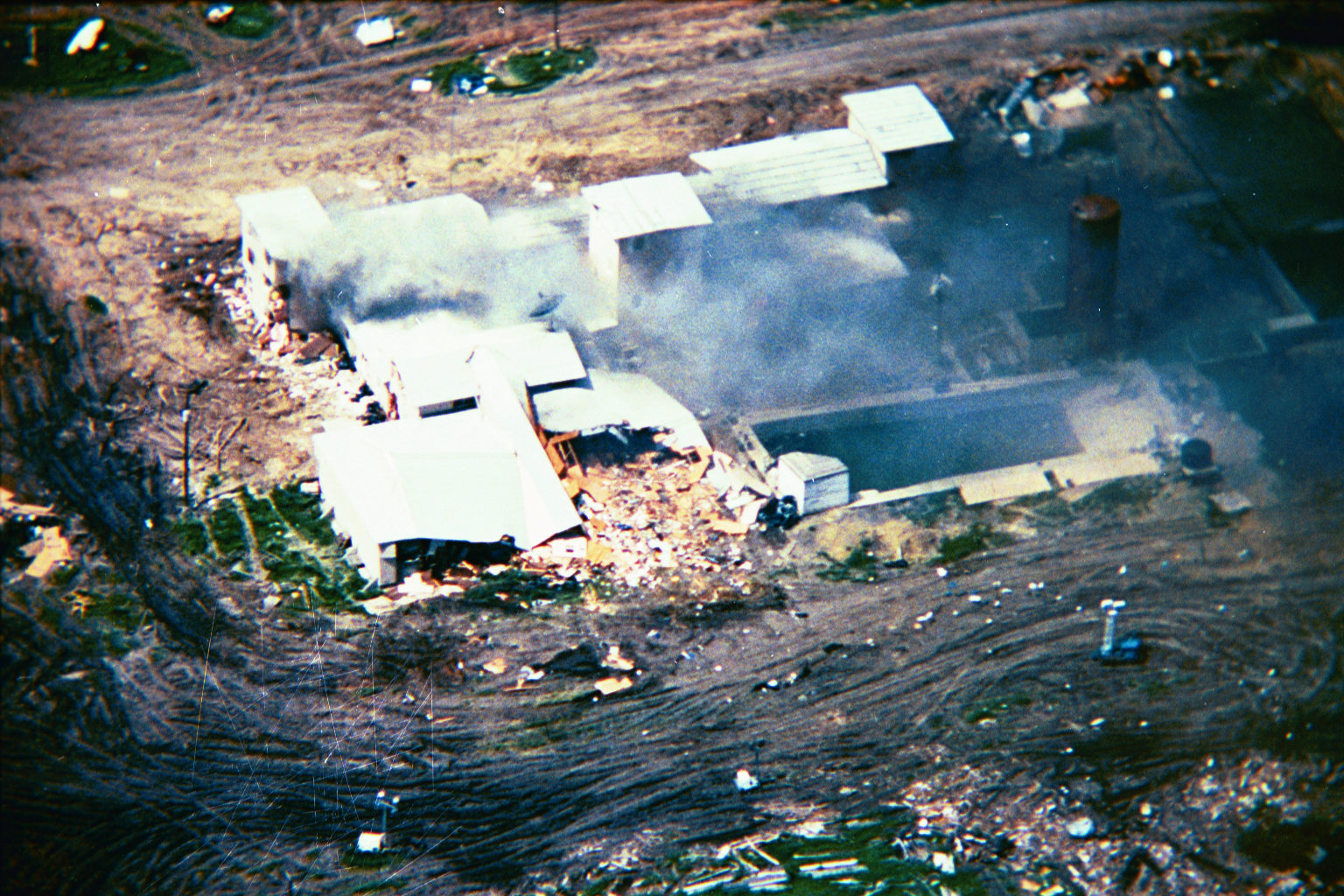
La penúltima escena ha sido comparada con el asedio de Waco.

Los escritores de episodios Glen Morgan y James Wong desarrollaron «The Field Where I Died» específicamente como una demostración para Kristen Cloke, la actriz que interpretó a la protagonista de la serie de Fox de corta duración Space: Above and Beyond. Morgan dijo: «Sabía que hizo muchos personajes y voces, así que quería incorporar eso... quería escribir algo para ella que la desafiara». Para prepararse para su papel, Cloke investigó el trastorno de identidad disociativo y basó los muchos estados de personalidad que interpreta en personas que conocía. Morgan también declaró que «quería escribir algo para David Duchovny que lo desafiara». Cuando le presentaron la idea al director Rob Bowman, Morgan y Wong dijeron que querían que «este episodio se sintiera como la parte del documental de la Guerra Civil de Ken Burns donde leen la carta de Sullivan Ballou».
Michael Massee, el actor que interpretó a Vernon Ephesian, quería que su personaje tuviera un «aspecto normal» y «no demoníaco», y explicó: «Tienes que creer que él cree en su propio rap. Cuando habla, solo explica que “este es el tal como es”, y ahí es cuando se pone muy aterrador». El nombre «Vernon» proviene del nombre real del líder del culto de la rama davidiana David Koresh (o Vernon Wayne Howell), mientras que «Ephesian» se toma de la Epístola bíblica a los efesios. El Templo de las Siete Estrellas de Ephesian se construyó en un estudio de sonido en North Shore Studios, y en ese momento era uno de los decorados más caros del programa.
Para crear un registro de ciudadanos que pareciera auténtico, el equipo de utilería del programa se acercó a los funcionarios de Apison, Tennessee, quienes les prestaron un formulario genuino, que luego fue cuidadosamente reproducido por el personal artístico del programa. Las fotografías antiguas que aparecen en el episodio son «híbridos» de diferentes fotografías disponibles gratuitamente, que se «combinaron» con la ayuda de computadoras. El rostro utilizado para Sullivan fue elegido porque tenía un parecido «extraño» con Mulder. El poema que Mulder lee al principio y al final es de Paracelsus de Robert Browning. El primer corte de «The Field Where I Died» duró más de una hora, lo que resultó en un corte de dieciocho minutos; esto resultó en la eliminación de dos de las personalidades de Melissa.
Sarah Stegall señaló más tarde que la penúltima escena, en la que agentes federales allanan el complejo religioso y descubren que todos los que están dentro se han suicidado, tiene similitudes con el asedio de Waco.

## Recepción

### Audiencia
«The Field Where I Died» se emitió originalmente en la cadena Fox el 3 de noviembre de 1996. Este episodio obtuvo una calificación Nielsen de 12,3, con una participación de 18, lo que significa que aproximadamente el 12,3 por ciento de todos los hogares equipados con televisión y 18 por ciento de los hogares que miraban televisión sintonizaron el episodio. «The Field Where I Died» fue visto por 19,85 millones de espectadores en la primera emisión.

### Reseñas
«The Field Where I Died» recibió críticas mixtas a positivas de los críticos. Zack Handlen de The A.V. Club le dio a «The Field Where I Died» una «B+». Sintió que funcionó «bastante bien», pero sintió que «el episodio no es lo suficientemente bueno como para que la conclusión sea tan devastadora como debería ser». También sintió que no era creíble que Mulder aceptara rápidamente sus vidas pasadas y la parte de Melissa en ellas, y pensó que hubiera funcionado mejor si se hubiera relajado para creerlo. Paula Vitaris de Cinefantastique le dio al episodio una crítica muy positiva y le otorgó tres estrellas y media de cuatro.  Además, Vitaris elogió la actuación de Cloke; la llamó «una actriz verdaderamente talentosa, que se metió sin fallas en la piel de todas las personalidades de Melissa». Sin embargo, fue más crítica con Duchovny, señalando que su escena de hipnosis fue subestimada. Sarah Stegall, en The Munchkyn Zone, le dio al episodio una calificación de 5 sobre 5. Stegall escribió que si bien el episodio está «ahogado en lágrimas y empapado por la luz del sol apagada, [y] se tambalea al borde del sentimentalismo», se las arregla para «permanecer de este lado para un episodio fascinante y dinamita que muestra algunos buenos actores».
Robert Shearman y Lars Pearson, en su libro Wanting to Believe: A Critical Guide to The X-Files, Millennium & The Lone Gunmen, calificaron el episodio con tres estrellas y media de cinco, y escribieron que, aunque el episodio «tropieza mucho», le da al espectador «la impresión de que no hay nada parecido en la televisión». Los dos sintieron que la idea de que Mulder y Scully fueran amigos a lo largo de sus diversas vidas era «una de las mejores cosas de la historia». También escribieron que el hecho de que Melissa y Mulder fueran de alguna manera almas gemelas también impedía que la historia fuera «obvia y sencilla». Sin embargo, Shearman y Pearson sintieron que Morgan y Wong agregaron «demasiados ingredientes» que produjeron un episodio desigual. Entertainment Weekly, por otro lado, fue negativo, le dio al episodio una «F» y lo describió como «atrozmente horrible».
El episodio es uno de los favoritos de Anderson, quien dijo que «le encantó el guion» y que la hizo llorar. El creador de la serie, Chris Carter, recibió llamadas furiosas después de que Heaven's Gate, una secta religiosa de ovnis, se suicidara en masa menos de seis meses después de la emisión del episodio. Se negó a comentar.